# Henryk II Lew
Henryk II Lew, niem. Heinrich II. der Löwe (ur. po 14 kwietnia 1266 r., zm. 21 lub 22 stycznia 1329 r.) – książę Meklemburgii od 1302 r.

## Życiorys
Henryk II Lew był synem księcia meklemburskiego Henryka I Pielgrzyma oraz Anastazji, córki księcia szczecińskiego Barnima I Dobrego. Już w latach 1287–1298 był regentem podczas nieobecności ojca, przebywającego w Ziemi Świętej. W okresie między powrotem ojca a jego śmiercią (1298-1302) sprawował z nim współrządy. Przydomek „Lew” uzyskał podczas wyprawy wojennej króla czeskiego Wacława II przeciwko królowi Niemiec Albrechtowi I Habsburgowi, w której wziął udział w 1304 r. W 1298 r. odziedziczył Stargard po śmierci swego teścia, margrabiego brandenburskiego Albrechta III, którego jedyną córkę poślubił. Uczestniczył w wielu walkach z miastami meklemburskimi współdziałając z królami duńskimi. Po wymarciu w 1323 r. linii dynastii askańskiej z Brandenburgii opanował część ich państwa (w tym Pomorze Przednie).

## Potomkowie
Henryk II miał trzy żony. Jako pierwszą poślubił w 1292 r. Beatrycze (zm. 1314), córkę margrabiego brandenburskiego Albrechta III. Po jej śmierci, a przed 1317 r. ożenił się z Anną (zm. 1327), wdową po Fryderyku miśnieńskim (synu margrabiego Miśni i landgrafa Turyngii Fryderyku I Dzielnym) i córką księcia Saksonii-Wittenbergi Albrechta II. Trzecią żoną Henryka była Agnieszka (zm. 1343), wdowa po księciu Rugii Wisławie III, a córka hrabiego Gintera II z Lindow-Ruppin. Doczekał się trzech synów z drugiego małżeństwa:
- Henryka (ur. 1315, zm. 1319),
- Albrechta II (ur. 1318, zm. pomiędzy 1363 i 1379), księcia meklemburskiego na Schwerinie,
- Jana I (ur. przed 1321, zm. w 1392 lub 1393), księcia meklemburskiego na Stargardzie.

Ponadto miał jedną córkę z pierwszego i cztery z drugiego małżeństwa.